# Playgirlz (콘서트)
Playgirlz는 애프터스쿨의 첫 번째 단독 콘서트이자 일본 순회 공연 프로그램이다. 플레디스 엔터테인먼트가 2012년 1월 13일에 발표하였다. 티켓은 3월 24일부터 판매하였다.

## 세트 리스트
1. "Intro"
2. "Rip off"
3. "Super sexy"
4. "Rambling girls"
5. "Shampoo" (Japanese ver.)
6. "Just in time"
7. "When I Fall"
8. "Ready To Love"
9. "Interlude Movie 1"
10. "아잉♡" (오렌지 캬라멜)
11. "마법소녀" (오렌지 캬라멜)
12. "샹하이 로맨스 (오렌지 캬라멜)
13. "Interlude Movie 2"
14. "AH" (가희, 정아, 주연, 유이, 이영
15. "Miss Futuristic" (가희, 주연, 유이, 리지)
16. "Guitar" (이영 solo)
17. "BROKEN HEART" (정아, 레이나, 나나, 이영)
18. "Lady"
19. "Gimme Love"
20. "Diva" (Japanese ver.)
21. "너 때문에" (Japanese ver.)

앙코르
1. "Let's Do It!" (Japanese ver.)
2. "Bang!" (Japanese ver.)
3. "Dilly Dally"
4. "Lady Luck"
5. "Tell me"

## 투어 일정
| 날짜                   | 도시         | 장소            |
| ---------------------- | ------------ | --------------- |
| 2012년 4월 27일        | 일본, 도쿄   | 제프 도쿄       |
| 2012년 4월 28일        | 일본, 나고야 | 제프 나고야     |
| 2012년 4월 30일        | 일본, 오사카 | 남바 해치       |
| 2012년 6월 17일 앙코르 | 일본, 도쿄   | 도쿄 돔 시티 홀 |